# Ptinus hilaris
Ptinus hilaris là một loài bọ cánh cứng trong họ Ptinidae. Loài này được Péringuey miêu tả khoa học năm 1899.